# Eckartsmühle (Wachenroth)
Eckartsmühle ist ein Gemeindeteil des Marktes Wachenroth im Landkreis Erlangen-Höchstadt (Mittelfranken, Bayern). Eckartsmühle liegt in der Gemarkung Wachenroth.

## Geografie
Das aus zwei Wohn- und vier Nebengebäuden bestehende Einöde liegt am Allbach, der dort die Marschallseen speist und ein linker Zufluss der Reichen Ebrach ist. Das Tal ist eng eingeschnitten und umsäumt von bewaldeten Anhöhen. Im Nordosten erhebt sich der Weichselberg. Dort befindet sich ein Burgstall. Die Kreisstraße ERH 34/BA 2 verläuft an Albach vorbei nach Reichmannsdorf zur Staatsstraße 2262 (3,3 km nordwestlich) bzw. zur Staatsstraße 2260 (2 km südöstlich) zwischen Wachenroth im Westen und Mühlhausen im Osten.

## Geschichte
Der Ort gehörte zur Realgemeinde Albach. Das Hochgericht übte das bambergische Centamt Wachenroth aus. Grundherr war das Kastenamt Wachenroth. Laut Bundschuh war es „eine geringe Mühle mit einem oberschlägigen Gang, welche durch die neue Mühle zu Reichmannsdorf des Jahrs über [1799] zur Hälfte unbrauchbar gemacht wurde.“
Im Rahmen des Gemeindeedikts wurde Eckartsmühle dem 1808 gebildeten Steuerdistrikt Wachenroth und der im selben Jahr gebildeten Ruralgemeinde Wachenroth zugewiesen.

### Einwohnerentwicklung
| Jahr      | 001819 | 001861 | 001871 | 001885 | 001900 | 001925 | 001950 | 001961 | 001970 | 001987 |
| Einwohner | *      | 14     | *      | *      | *      | *      | *      | *      | 7      | 4      |
| Häuser    |        |        |        | *      | *      | *      | *      | *      |        | 2      |
| Quelle    | [ 10 ] | [ 11 ] | [ 12 ] | [ 13 ] | [ 14 ] | [ 15 ] | [ 16 ] | [ 17 ] | [ 18 ] | [ 1 ]  |

## Religion
Der Ort ist römisch-katholisch geprägt und nach St. Gertrud (Wachenroth) gepfarrt. Die Einwohner evangelisch-lutherischer Konfession sind nach St. Maria und Kilian (Mühlhausen) gepfarrt.